# Kanton Lagny-sur-Marne
Kanton Lagny-sur-Marne (fr. Canton de Lagny-sur-Marne) je francouzský kanton v departementu Seine-et-Marne v regionu Île-de-France. Tvoří ho 14 obcí. Před reformou kantonů 2014 ho tvořily čtyři obce.

## Obce kantonu
od roku 2015:
- Carnetin
- Chalifert
- Chanteloup-en-Brie
- Conches-sur-Gondoire
- Dampmart
- Gouvernes
- Guermantes
- Jablines
- Lagny-sur-Marne
- Lesches
- Montévrain
- Pomponne
- Saint-Thibault-des-Vignes
- Thorigny-sur-Marne

před rokem 2015:
- Gouvernes
- Lagny-sur-Marne
- Pomponne
- Saint-Thibault-des-Vignes